# Baňkování

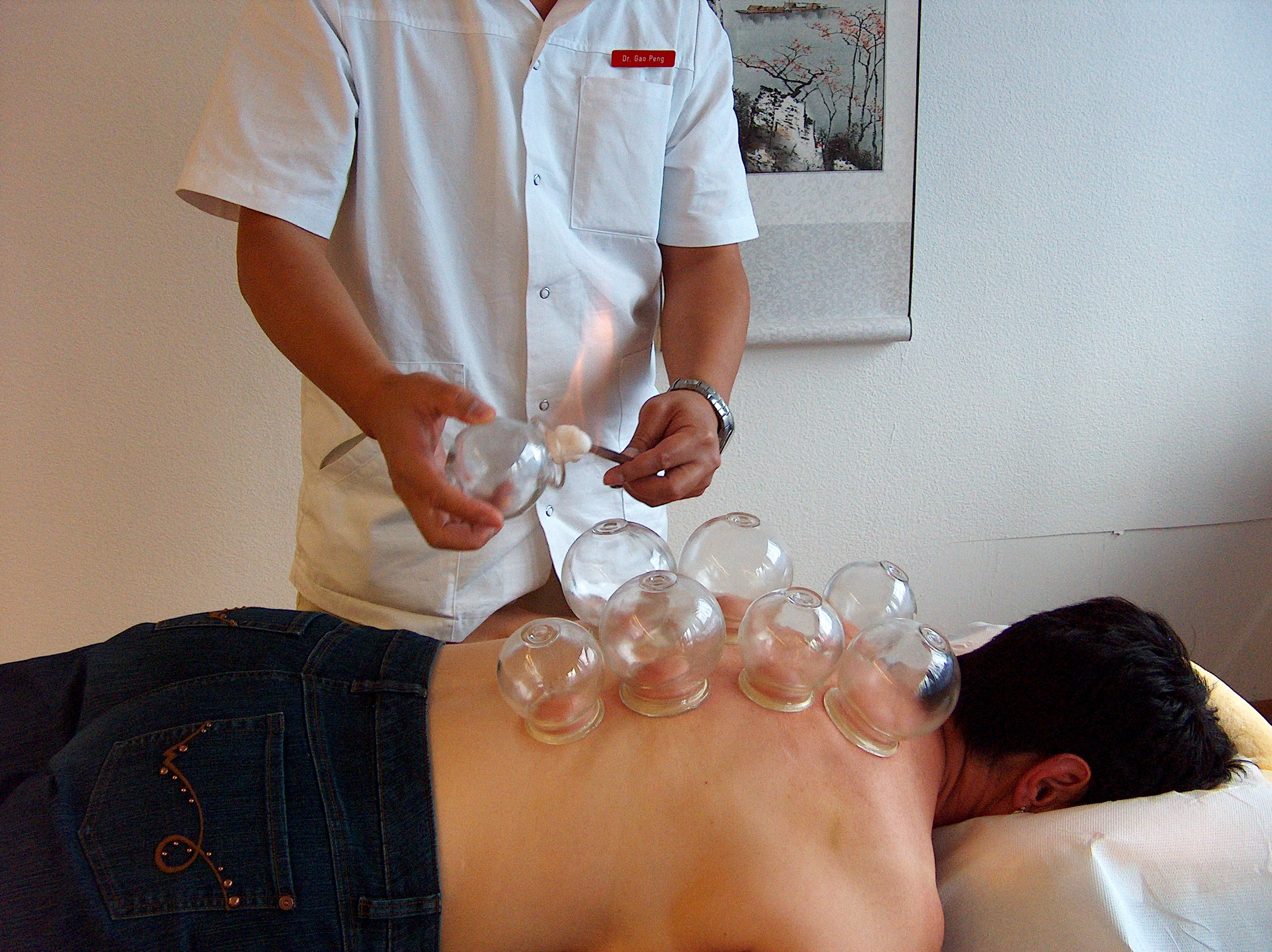
Baňkování

Baňkování neboli vakuoterapie je metoda alternativní medicíny, při níž se malá oblast pokožky podrobí pomocí skleněných baněk podtlaku. Ten může být vytvořen buď ohřátím a následným samovolným ochlazením vzduchu v baňce, nebo pomocí mechanického čerpadla. Baňka je obvykle ponechána na místě pět až patnáct minut.

Baňkování má pomoci jako protibolestivá léčba při revmatismu, bolestech kloubů, zad, hlavy, ale i při astmatu, cévních i orgánových chorobách.

Lékařské a vědecké kruhy baňkování považují za pseudovědu a účinky připisují placebo efektu.

## Historie

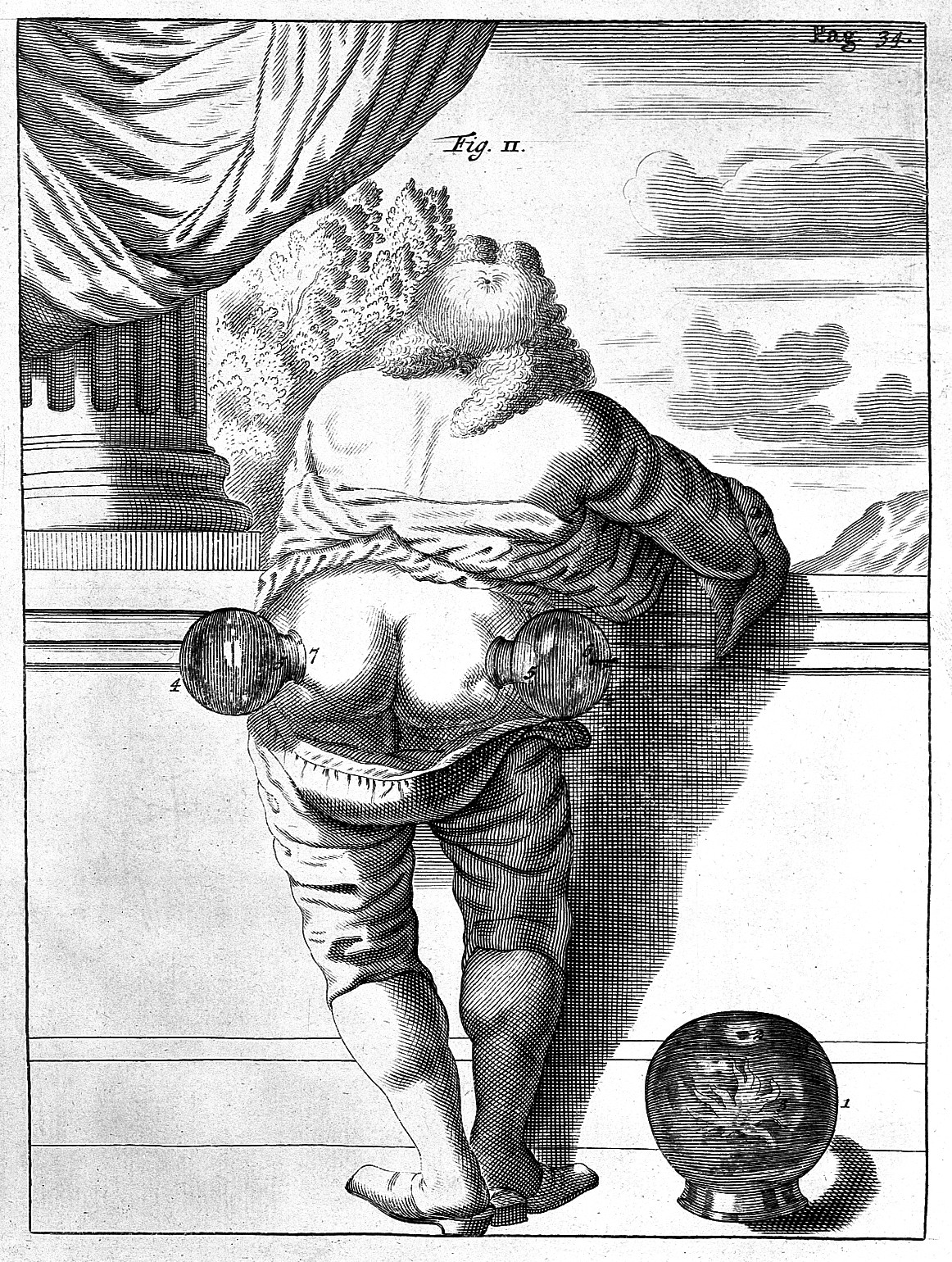
Ilustrace z lékařské příručky Exercitationes practicae, z roku 1694, zobrazuje baňkování hýždí

Baňkování patří mezi prastaré metody, které se snažily léčit choroby vypouštěním „špatných“ tělesných šťáv (detoxikací). Tato metoda je známa z Mezopotámie, Egypta, Indie i Jižní Ameriky už z doby před 3000 lety, kdy se používaly nádobky z bronzu, stříbra, z bambusu nebo zvířecích rohů.
V současnosti baňkování získává publicitu zejména díky známým sportovcům využívajících tuto terapii a jejich účastí v televizních přenosech jako olympiáda, či mistrovství světa.

## Postup
Na kůži zad pacienta, prohřátou infračervenou lampou, se nasazuje několik, někdy až 5–10 baněk v celém rozsahu zad. Jindy se používá je jedna baňka cíleně na vybrané místo. Před nasazením se v baňce vytvoří podtlak buď shořením vatového tamponu napuštěného benzinem nebo alkoholem a následným zchladnutím ohřátého vzduchu, nebo vakuovou pumpou. Po přiložení baňky se během několika minut krevní kapiláry rozšíří a krev, která jimi proniká, vytvoří modré podlitiny. Velice rozšířené je i přikládání baněk na akupunkturní body s předpokladem působení přes hypotetické meridiány na vnitřní orgány.

### Typy baňkování

#### Suché
Slabé tonizační baňkování – u tohoto typu by nemělo dojít k bolesti, je vhodné pro starší osoby a děti

Střední baňkování – sání je silnější, po aplikaci se mohou objevit modřiny, baňky se nechávají působit nejčastěji 15 minut

Bleskové baňkování – aplikace se provádí krátce (asi 1 minutu), jedná se o slabé až střední baňkování

Masážní baňkování – při této metodě se baňka nenechává přisát na kůži příliš silně, částečně přisátou baňkou se pak provádí dlouhé tahy
Někteří lidé také podstupují „jehlové baňkování“, při němž terapeut nejprve aplikuje akupunkturní jehly a poté nad ně přiloží baňky.

#### Krvavé

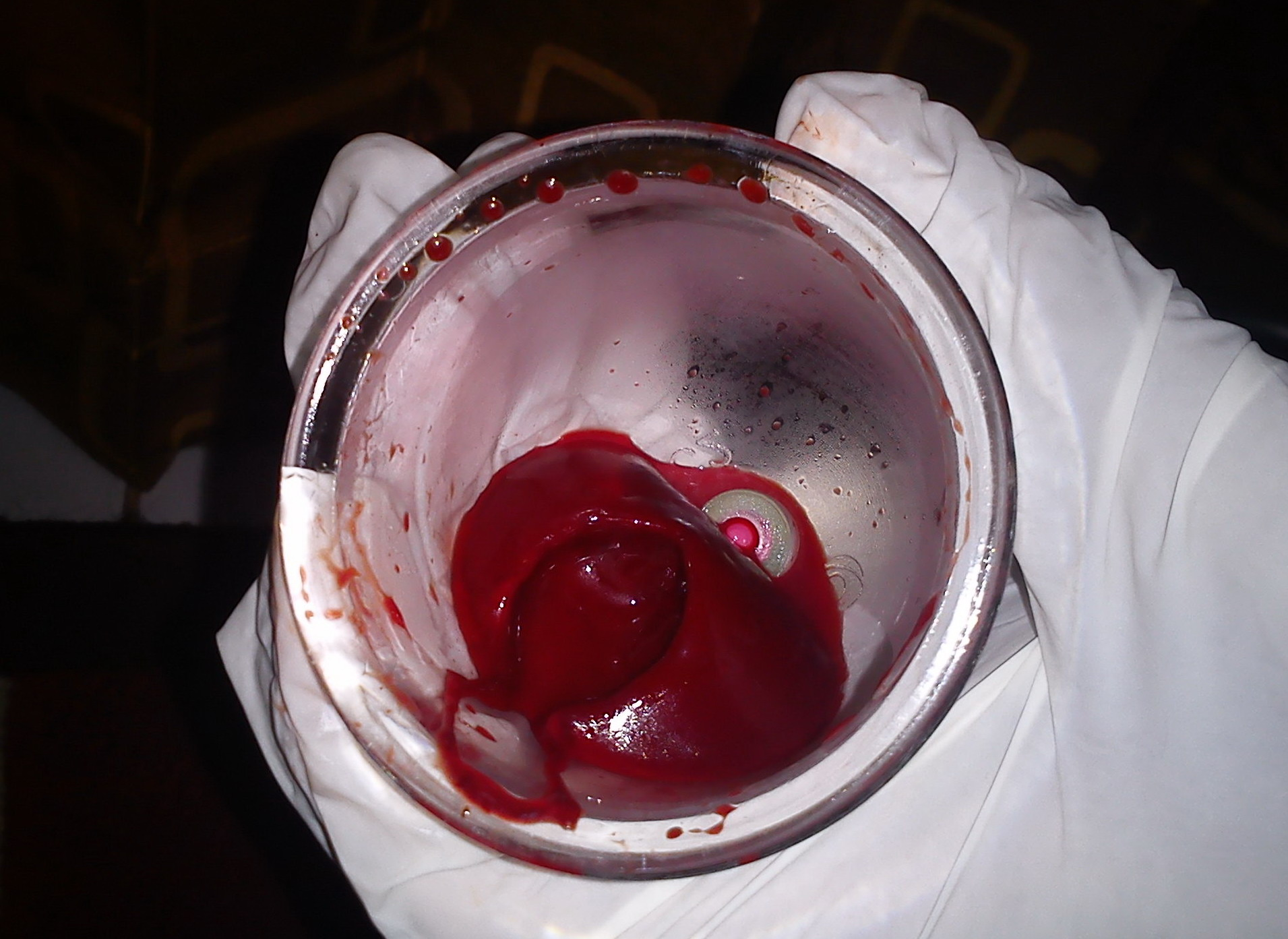
Krev odsátá do baňky

Hijama (حجامة‎), léčivé krvácení, se užívá na bolestivějších místech, kde je krev čerpána místním nasáváním z malého kožního řezu. Krvavé baňkování je údajně účinnější, ale také bolestivější a nemůže se aplikovat na klouby.

První zmínky o použití se nacházejí v islámském Hadísu, výpovědi o činech a skutcích islámského proroka Mohameda. Díky tomu je krvavé baňkování stále populární terapií praktikovanou v mnoha částech muslimského světa.
Ve Finsku se krvavé baňkování provádí již od 15. století a tradičně se provádí v saunách. Baňky byly vyrobeny z hovězího rohu s ventilovým mechanismem pro odsátí vzduchu. Baňkování se ve Finsku stále užívá jako součást relaxačních a/nebo ozdravných procedur.

## Tradiční čínská medicína
Podle Tradiční Čínské Medicíny (TCM) je baňkování metodou vytváření podtlaku na pokožce pacienta, který má rozptýlit stagnaci krve a tkáňového moku, čímž má zlepšit tok čchi, a tak léčit onemocnění dýchacích cest, jako je běžné nachlazení, pneumonie či bronchitida. Baňkování se aplikuje na zádech, krku, ramenou a jiných vhodných muskuloskeletálních místech. Zastánci TCM tvrdí, že má i další možnosti aplikace. V TCM se baňkování nedoporučuje k léčbě kožních zánětů, ani aplikace této terapie v břišní či křížové oblasti těla těhotných žen.

## Nežádoucí účinky
Nežádoucí účinky terapie lze rozdělit na lokální a systémové.

Lokální nežádoucí účinky jsou např. tvorba jizev, popáleniny, kožní infekce, panikulitida, tvorba abscesu.

Systémové nežádoucí účinky pak např. anémie, závratě, vazovagální synkopa, nespavost, bolest hlavy a nevolnost.

## Společnost a kultura
Baňkování v současnosti získalo publicitu díky tomu, že ho používají americké sportovní celebrity včetně hráče Národní fotbalové ligy DeMarcuse Warea a olympioniků Alexandra Naddoura, Natalie Coughlinové a Michaela Phelpse. Doktor Brad McKay v roce 2016 napsal, že olympijský tým USA dělá medvědí službu svým fanouškům, kteří by mohli „následovat příkladu“, nazýváním baňkování „starodávnou (ale nefunkční) tradiční terapií“. Onkologický chirurg David Gorski prohlašuje, že tato metoda je „bez přínosu, nemá v moderní medicíně místo“. Steven Novella poznamenal: „Je nešťastné, že vrcholová atletika, včetně olympijských her, je takovým horkým lůžkem pro pseudovědu.“
V eseji George Orwella "Jak umírají chudí" se objevuje popis baňkování, kde byl překvapen, že se praktikuje v jedné pařížské nemocnici.
Domnělé přínosy baňkování byly často utvrzovány celebritami a sportovci, kteří tyto terapeutické zákroky používají v každodenním životě. Profesionálnímu plavci Michaelu Phelpsovi se během olympijských her v roce 2016 dostalo publicity kvůli fialovým modřinám patrným na jeho zádech, které vznikly v důsledku baňkování. Je o něm známo, že „to dělá před každým závodem, na který jede“, aby „urychlil zotavení.“

## Výzkum
Baňkování je podloženo vědeckými důkazy jen minimálně. Ve své knize Trick or Treatment z roku 2008 Simon Singh a Edzard Ernst píší, že neexistují žádné důkazy o příznivých účincích baňkování na zdravotní stav pacientů.
Jakékoli hlášené přínosy této terapie jsou pravděpodobně placebo efekt.

Systematický přehled z roku 2011 (Journal of Acupuncture & Meridian Studies) uvádí, že „účinnost baňkování byla prokázána pouze jako léčba bolesti a dokonce i pro tuto indikaci zůstávají pochybnosti“.
Metaanalýza z roku 2015 dospěla k závěru, že baňkování může být v krátkém časovém horizontu účinné při léčbě bolesti a invalidity spojené s chronickou bolestí v krku a dolní části zad. Nejde však o kauzální léčbu, která by mohla postihnout příčinu choroby, ale o léčbu derivační, tedy o antalgické (působící proti bolesti) reflexní působení, nebo spíše o odvedení pozornosti pacienta od jeho subjektivních potíží.

Zastánci baňkování tvrdí, že je tato terapie alternativní léčbou rakoviny. Nicméně American Cancer Society konstatuje, že „dostupné vědecké důkazy nepodporují tvrzení, že má baňkování nějaký přínos pro zdraví“, a že léčba nese nízké riziko popálení.
Kritici alternativní medicíny Harriet Hall, Mark Crislip, Simon Singh a Edzard Ernst charakterizovali baňkování jako „pseudovědecké nesmysly“, „bláhovost celebrit“ a „hatmatilka“. Uvedli, že neexistují žádné důkazy o tom, že baňkování funguje lépe než placebo. „Z lékařského hlediska tahle metoda nemá větší význam,“ tvrdí farmakolog David Colquhoun. „Baňkování může lokálně podpořit krevní oběh. Ale představa, že by tahle metoda mohla léčit, je směšná. Je to jen další chytrý způsob, jak z lidí vymámit peníze.“